# 빙크스 월턴
빙크스 월턴(Binx Walton, 1996년 4월 27일 ~ )은 미국의 모델이다.